# (35007) 1979 OD11
1979 OD11 (asteroide 35007) é um asteroide da cintura principal. Possui uma excentricidade de 0.13330910 e uma inclinação de 15.98896º.
Este asteroide foi descoberto no dia 24 de julho de 1979 por Schelte J. Bus em Siding Spring.